# Joanna Bawarska

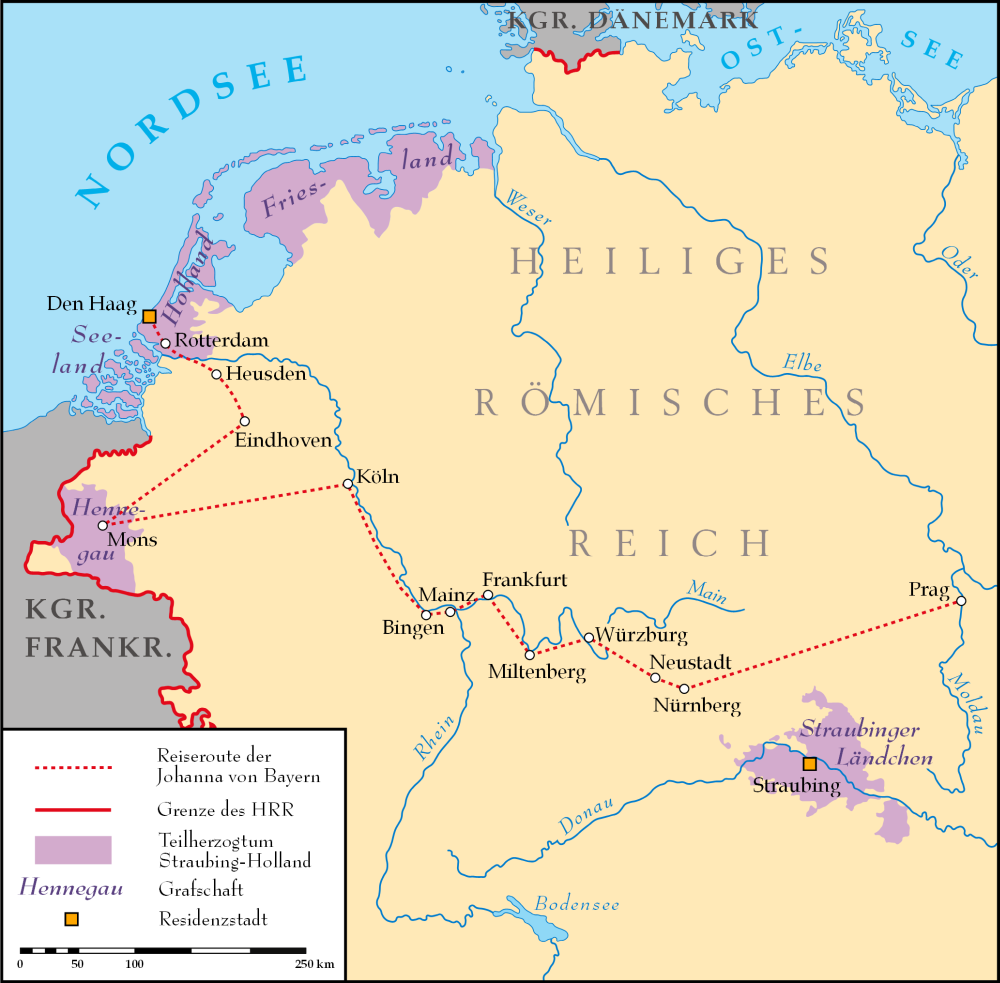
Podróż Joanny z Hagi do Pragi w 1370 r.

Joanna Bawarska (ur. 1362 w Hadze, zm. 31 grudnia 1386 w Karlštejn) – królowa Niemiec i Czech, córka księcia bawarskiego Albrechta I i Małgorzaty, córki Ludwika I, księcia brzeskiego.
29 września 1370 r. w Norymberdze poślubiła Wacława Luksemburskiego (26 lutego 1361 - 16 sierpnia 1419), syna cesarza i króla Czech Karola IV Luksemburskiego i Anny, córki Henryka II, księcia świdnickiego. Małżeństwo to pozostało bezdzietne.
Już 17 listopada 1370 r. została koronowana w Pradze na królową Czech przez arcybiskupa Jana Očko z Vlašimi. W 1376 r. razem z mężem została koronowana królową rzymską. W 1378 r. zmarł Karol IV i Wacław odziedziczył jego tytuły. Joanna została królową Czech i Niemiec. Szybko nauczyła się języka czeskiego. Nie miała dobrych stosunków z żoną Karola IV i macochą Wacława, Elżbietą Pomorską. Nie lubiła przebywać w jej towarzystwie. Kiedy jej mąż opuszczał Czechy, Joanna przenosiła się do zamku w Pisku.
Zmarła w 1386 r. Przyczyna jej śmierci jest niejasna. Kronikarz Edmund z Brabancji pisze, że królowa obudziła się 3 nad ranem i sięgnęła pod łóżko w celu wydobycia nocnika. Wtedy została pogryziona przez wielkiego psa myśliwskiego Wacława, którego jej mąż trzymał w sypialni. Miała umrzeć z powodu poniesionych obrażeń. Z kolei Rudolf Urbanek uważa, że królowa zmarła na jakąś chorobę.
Joanna została pochowana w praskiej katedrze św. Wita. Pogrzeb odbył się 12 stycznia 1387 r. Wcześniej ciało Joanny było wystawione na widok publiczny w praskich kościołach. Jej mąż ożenił się ponownie z Zofią Bawarską.